# 국립춘천숲체원

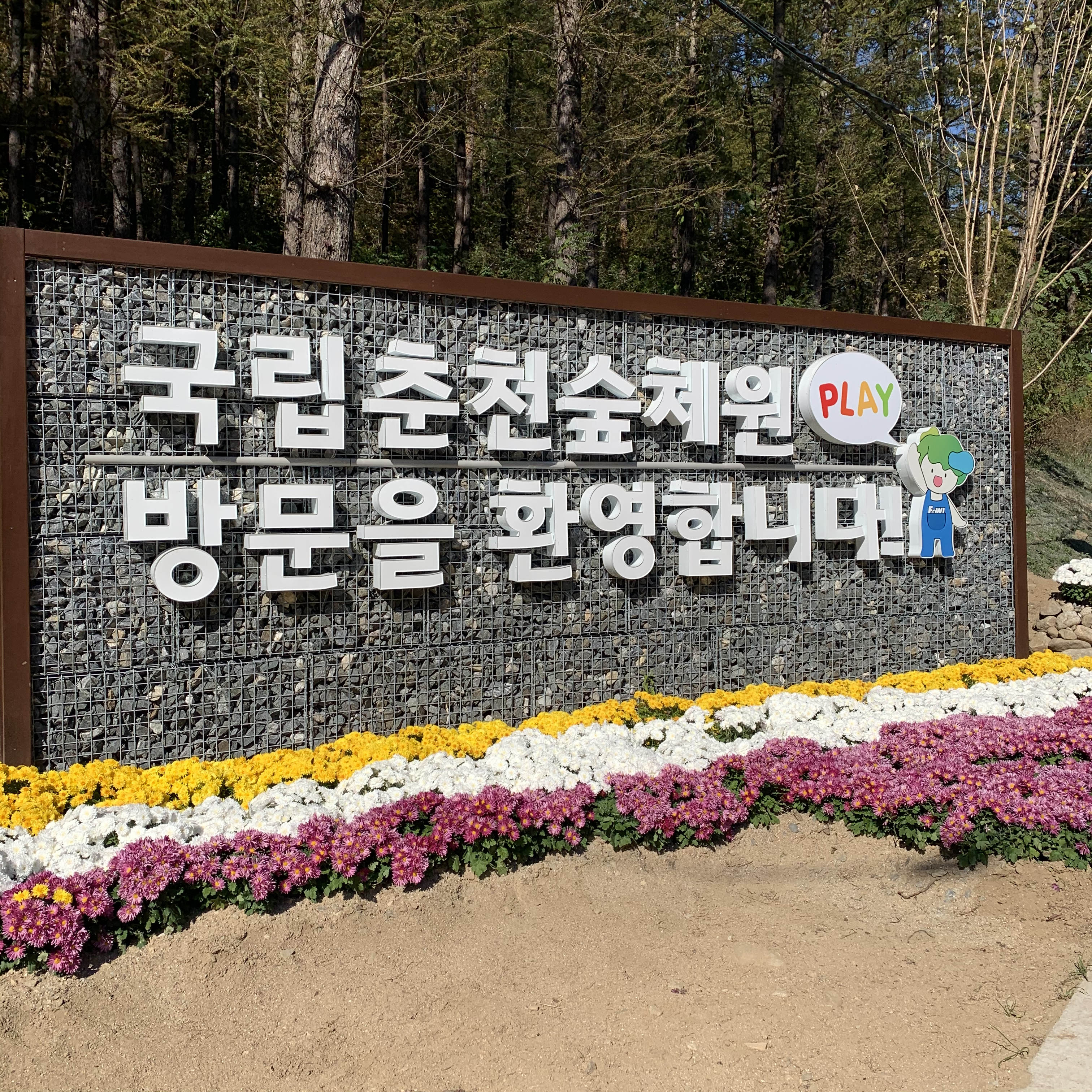
국립춘천숲체원

국립춘천숲체원(National Center for Forest Activities, Chuncheon)은 산림청 산하 공공기관인 한국산림복지진흥원이 운영하는 소속기관으로 대국민 산림복지서비스(산림교육센터)를 제공하는 기관이다. 강원 춘천시 신북읍 장본2길 331에 위치해 있다.
산림교육과 산림레포츠를 동시에 즐길 수 있는 복합형 산림복지시설(산림교육센터)로 도시민의 여가 수요를 반영한 모험시설, 실내암벽장, 글램핑장 등 산림레포츠 특화 시설과 다양한 산림교육 프로그램을 통해서 몸과 마음을 건강하게 다스리는 기회를 가질 수 있다.
국립춘천숲체원은 한국산림복지진흥원의 여러 소속기관과 다르게 산림레포츠를 즐길 수 있다는 특징이 있다. 또한 춘천의 청정계곡인 삼한골이 위치해있어 숲과 계곡에서 다양한 프로그램을 즐길 수 있다.

## 연혁
- 2021. 03. 25 : 산림교육센터 지정
- 2021. 05. 12 : 개원(현재는 무료 입장. 단, 체험료 별도)
- 2021. 06. 14: 정식 오픈과 함께 하루 입장객 200명으로 제한(홈페이지 사전예약)

## 조직

### 국립춘천숲체원
- 고객지원팀
- 산림레포츠팀
- 산림교육팀

## 일반현황

### 면적
- 335ha

### 수용인원
- 137명(숙박 기준)

### 주요수종
- 잣나무, 낙엽송, 소나무, 벗나무, 산벚나무, 신갈나무, 층층나무, 철쭉 등

### 슬로건
- PLAY(PLAY, LEAD, ACT, YOU) : 즐겨라, 이끌어라, 행동하라, 주인공은 너!

### 입장료
- 무료(*프로그램, 숙박 등의 요금은 별도)

## 시설현황
- 맞이관(방문자센터)
- 누리관(단체숙소동)
- 어울림관(강당, 실내암벽장, 해봄실1)
- 소담관(식당)
- 숲속집(작은집, 큰집)
- 별빛집(글램핑장)
- 달빛집
- 모험숲(로프코스체험시설)
- 배려숲(국내최초 휠체어 이용자 체험 가능한 로프코스체험시설)
- 놀이숲(유아놀이터)